# Cubaris bocki
Cubaris bocki är en kräftdjursart som först beskrevs av Karl Wilhelm Verhoeff 1938.  Cubaris bocki ingår i släktet Cubaris och familjen Armadillidae. Inga underarter finns listade i Catalogue of Life.